# Ossiacher See
De Ossiacher See is een meer bij het stadje Ossiach in Oostenrijk. Het is het op twee na grootste meer van Karinthië; enkel de Wörthersee en de Millstätter See zijn groter.
Rond het meer zijn vijf grote dorpen gelegen, die voor hun inkomsten voor een groot deel afhankelijk zijn van het toerisme: Annenheim, Sattendorf, Bodensdorf, Steindorf en Ossiach. Ossiach is bekend vanwege het klassieke muziekfestival, dat elk jaar in juli/augustus gehouden wordt.